# Hydroporus macedonicus
Hydroporus macedonicus là một loài bọ cánh cứng trong họ Bọ nước. Loài này được Fery & Pesic miêu tả khoa học năm 2006.